# Hjulsjö
Hjulsjö ist eine Siedlung in Mittelschweden mit unter fünfzig Einwohnern. Der Ort liegt in der Gemeinde Hällefors, im Nordwesten der historischen Provinz Västmanland und in der Provinz Örebro län. Bekannte Orte in der unmittelbaren Umgebung sind Hällefors (18 km), Grythyttan (28 km), Kopparberg (23 km), Nora (40 km) und Örebro (80 km). Stockholm ist 270 km entfernt.
Der Dorfkern liegt zwischen dem Kvisseln und dem Hjulsjön – zwei fischreichen Seen. Im Ortskern befindet sich eine Kirche, die mit Falunrot gestrichen und mit Schindeln gedeckt ist. Dieses Bauwerk entstand zwischen 1642 und 1647 und wurde im typischen Stil von Bergslagen errichtet. Der Chor, die Sakristei und ein einfacher Kirchensaal wurden bereits 1643 eingeweiht. 1732 wurde der Bau vergrößert, 1785 kam der Turm hinzu. Im Inneren der Kirche sind vor allem die Gemälde an der Kanzel sehenswert. Sie stellen die vier Evangelisten dar. Neben dem Aufgang zur Kanzel befindet sich an der Wand das älteste Gemälde der Kirche, das vermutlich Christus darstellt.
In der Nähe des Ortes gibt es eine 4 km lange Laufstrecke durch die Gegend, die abends beleuchtet wird. Durch Hulsjö führt der Riksväg 63 und die Bahnstrecke Bredsjö–Grängen. Der Bahnverkehr ist allerdings eingestellt und die Gleise sind abgebaut.

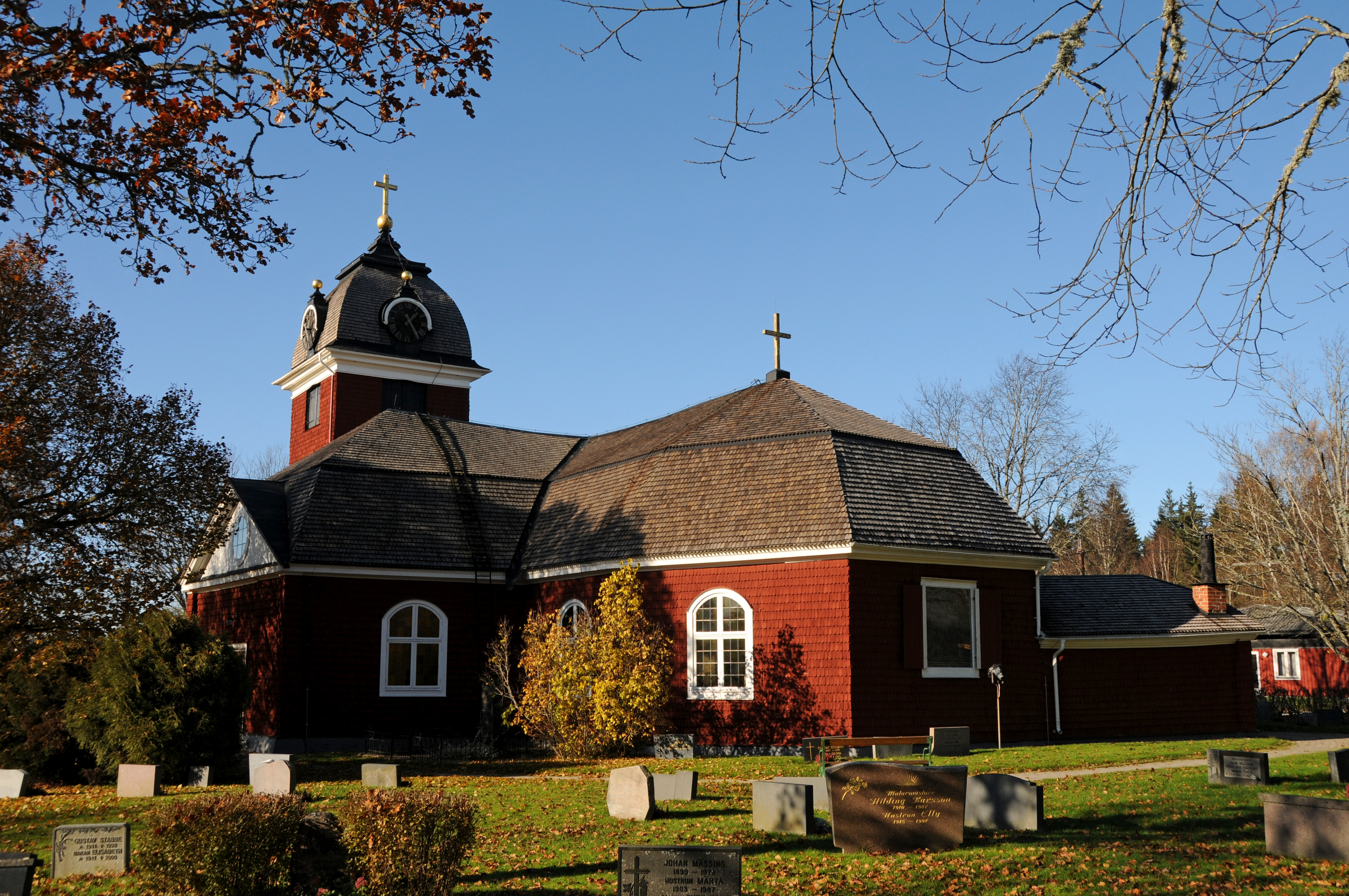
Kirche (2008)
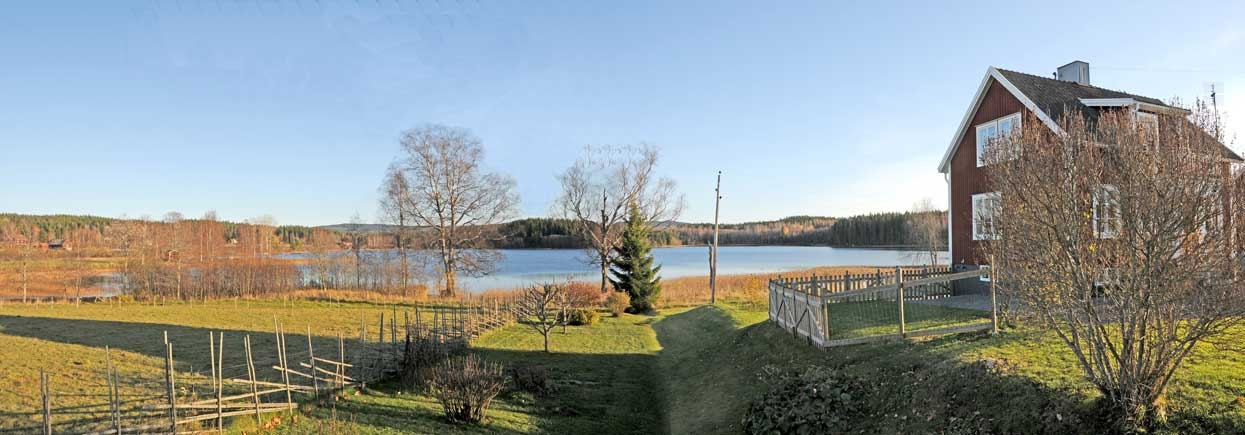
Blick zum See
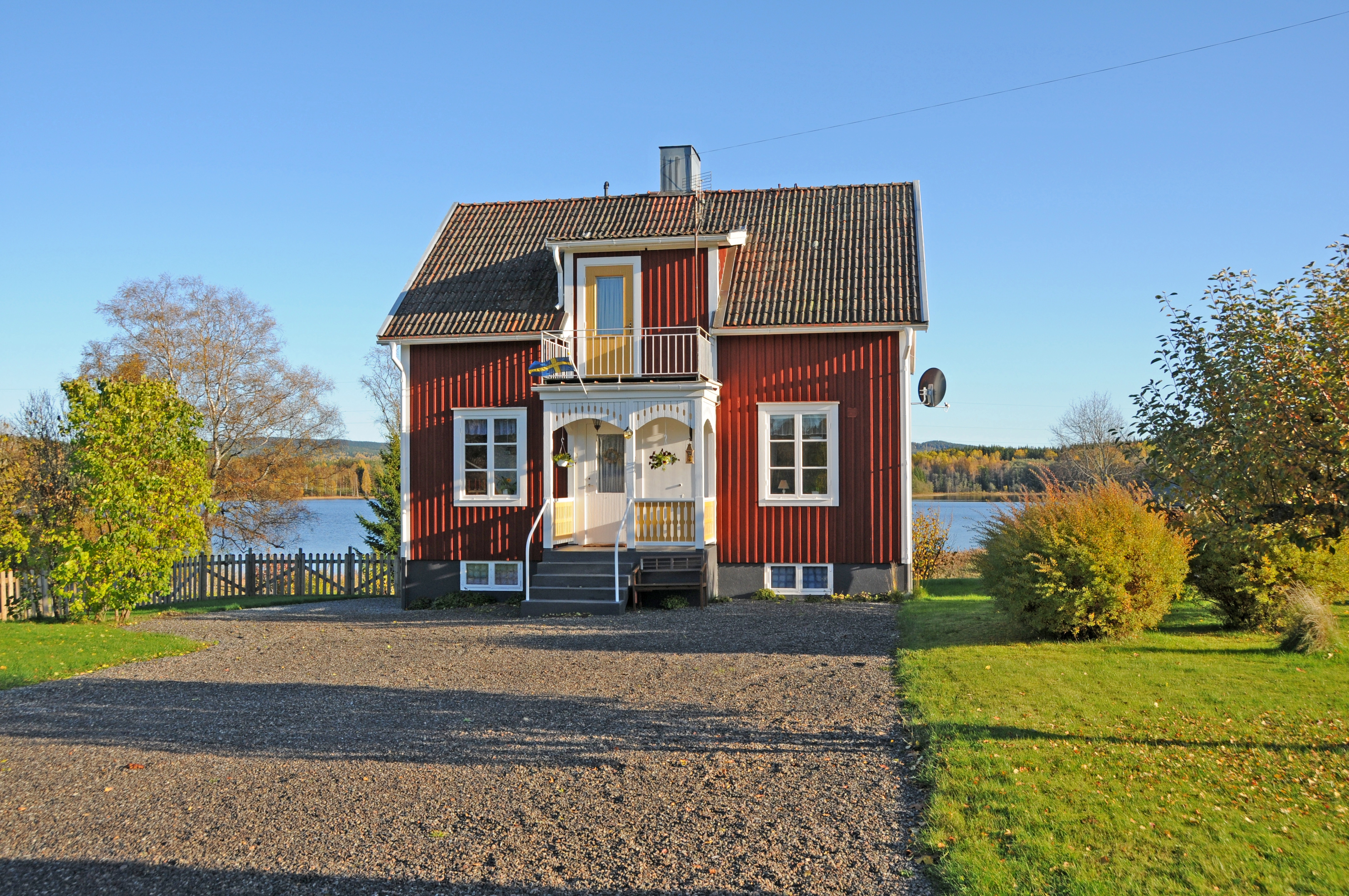
Ein schönes Haus